# La Tour des lys
Pour plus de détails, voir Fiche technique et Distribution.
La Tour des lys (ひめゆりの塔, Himeyuri no tō) est un film japonais réalisé par Tadashi Imai et sorti en 1953.

## Synopsis
À la fin de la Guerre du Pacifique, des étudiantes sont enrôlées à Okinawa comme infirmières au service de l'Armée japonaise. Elles se sacrifient courageusement pour leur pays avant que les troupes japonaises ne soient anéanties sous le feu américain.

## Fiche technique
- Titre du film : La Tour des lys[1]

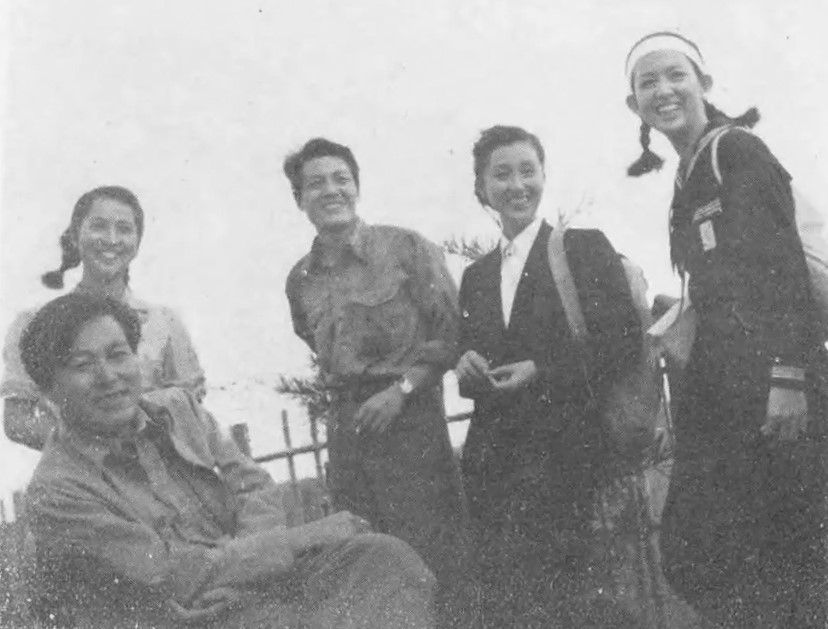
De g. à d. : Tadashi Imai, Kyōko Kagawa, Eiji Okada, Keiko Tsushima et Chieko Seki.

- Titre alternatif : Le Lys d'Okinawa
- Titre original : ひめゆりの塔 (Himeyuri no tō?)
- Réalisation : Tadashi Imai
- Scénario : Yōko Mizuki
- Photographie : Shun'ichirō Nakao (ja)
- Montage : Akikazu Kōno
- Décors : Kazuo Kubo (ja)
- Musique : Yūji Koseki
- Production : Hiroshi Okawa
- Société de production : Tōei
- Pays d'origine :  Japon
- Langue originale : japonais
- Format : noir et blanc - 1,37:1 - 35 mm - son mono
- Genre : drame ; film de guerre
- Durée : 130 minutes[2] (métrage : 12 bobines - 3 562 m[2])
- Date de sortie :
  - Japon : 9 janvier 1953[2]

## Distribution artistique
- Kyōko Kagawa : Fumi Uehara
- Susumu Fujita : docteur Oka

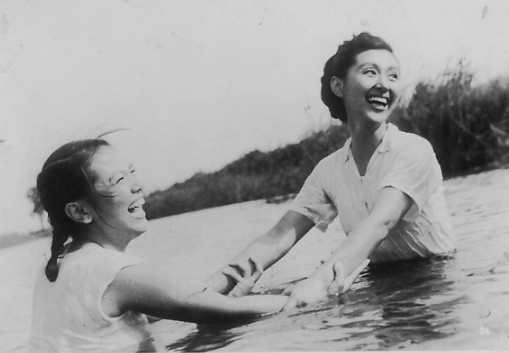
Keiko Tsushima (à droite) dans La Tour des lys.

- Keiko Tsushima : professeur Miyagi
- Eiji Okada : professeur Tamai
- Yoshi Katō : docteur Sasaki
- Miki Odagiri : Tsuru Odai
- Chieko Seki : Junko Hisada
- Kinzō Shin : professeur Taira
- Misako Watanabe : Yoshiko Tomiyasu

## Autour du film
Mitsuo Makino, l'un des responsables de la Toei, reprend avec La Tour des lys un projet abandonné par la Daiei. En agissant ainsi, il fait preuve de courage. Le sujet du film n'est pas de nature à ménager l'Armée américaine, encore présente dans le pays à cette époque. Mieux encore : il fait appel à Tadashi Imai, l'une des victimes de la purge rouge, consécutive aux grèves de la Toho. À celui-ci, alors réticent, Mitsuo Makino rétorque : « Je ne suis ni de droite ni de gauche, mais du parti du grand cinéma japonais ». Cette position audacieuse peut aussi s'expliquer « par le fait qu'il veuille aller au bout de son pari alors qu'il se trouve responsable de la production d'une société sur le point de s'écrouler. ».
Les faits donnent raison à Makino : les spectateurs japonais sont bouleversés par la vision du film et La Tour des lys apportera un regain de prospérité à la Toei, grâce à un immense succès populaire. Basé sur d'authentiques documents historiques, le film symbolise ce que les critiques japonais ont appelé le réalisme nakanai ("sans larmes"), démarche très caractéristique du réalisateur Tadashi Imai, qui s'est toujours soucié d'exposer le drame social lui-même, au détriment d'une vision personnelle du monde ou de soubassements psychologiques implicites. Ce qui incite Donald Richie à écrire : « L'originalité d'Imai se trouve dans ce qu'il affirme, dans le sujet de ses films, plutôt que dans un style hautement personnalisé. ».
S'agissant de La Tour des lys, nommé ainsi en référence au monument dédié au sacrifice des jeunes infirmières, Tadashi Imai « désigne comme "responsable de la tragédie" le fatalisme traditionnel japonais, à cause duquel ces filles avaient été, en réalité, entraînées à mourir ».